# Kaiser-Friedrich-Turm (Biesenthal)

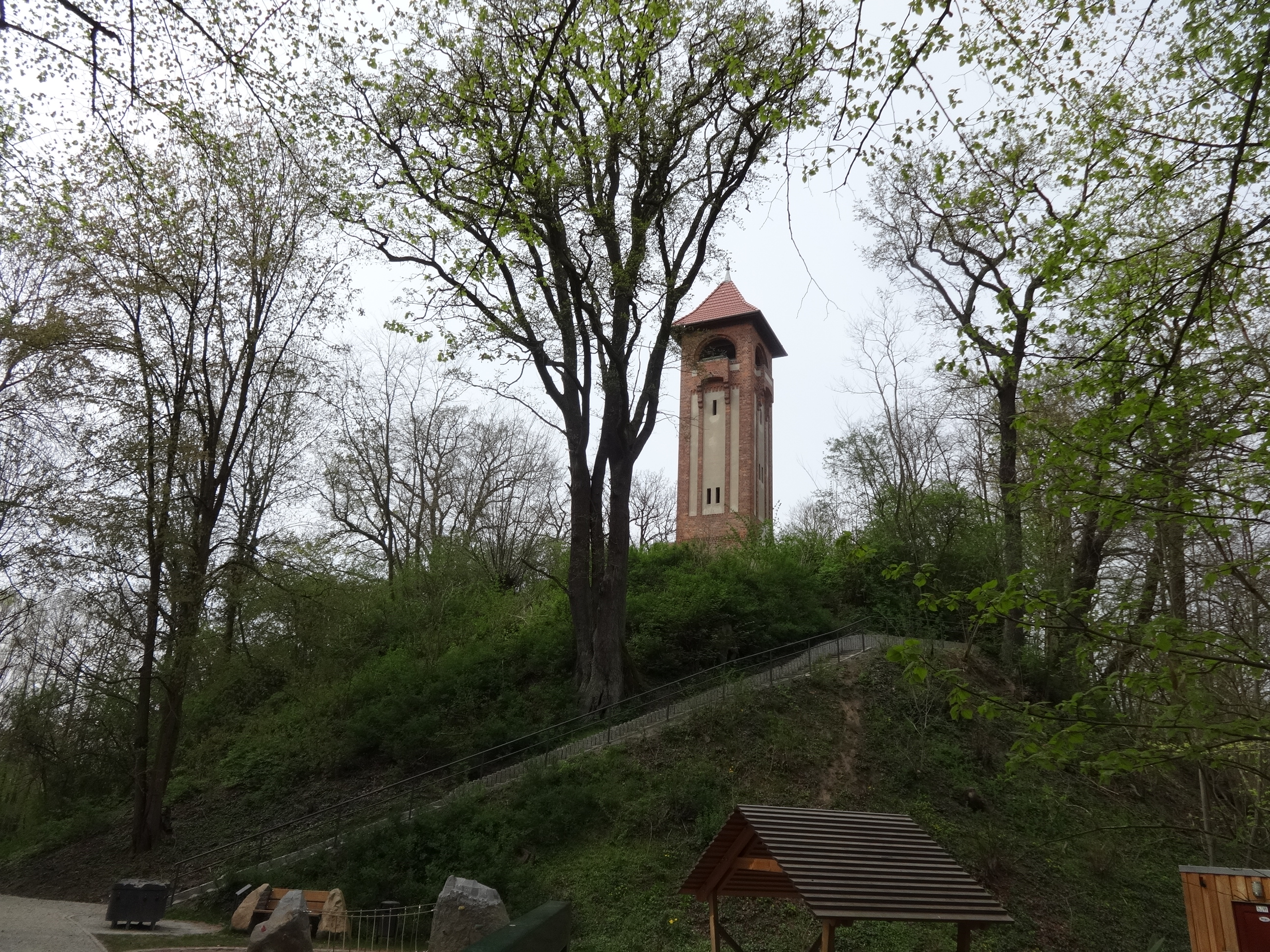
Kaiser-Friedrich-Turm in Biesenthal

Der Kaiser-Friedrich-Turm (auch Schlossbergturm genannt) ist ein in Erinnerung an Kaiser Friedrich III. errichteter Aussichtsturm auf dem Schlossberg der Stadt Biesenthal im brandenburgischen Landkreis Barnim.

## Lage und Geschichte
Auf dem Schlossberg wurde im Jahr 1337 erstmals eine Burg urkundlich erwähnt. Sie verfiel jedoch im Laufe der Jahrhunderte, wurde im Dreißigjährigen Krieg bereits als sehr schadhaft beschrieben und anschließend abgerissen. 
Im Jahr 1878 errichtete die Gemeinde auf dem erhöhten Areal einen hölzernen Aussichtsturm, der auch einen Zugang zum nahen „Restaurant zum Schloßberg“ hatte. Er wurde 1907 zu Ehren des Deutschen Kaisers Friedrich III. durch einen 26 Meter hohen Turm aus Mauersteinen ersetzt. Die Eingangshalle zierte eine Statue des Kaisers aus Eichenholz, ein Werk des Oberammergauer Holzschnitzers Andreas Lang. 
Nach der Wende gab die Stadt 1990 ein Konzept zur Sanierung des gesamten Geländes auf dem Schlossberg in Auftrag. Ein Jahr später gründete sich ein Heimatverein, der fortan das Vorhaben begleitete. Zunächst wurde in den Jahren 1991 und 1992 das Schlossberggelände rekonstruiert, wobei der Turm außen vor gelassen wurde. Auf Initiative des Vereins finden seit 2001 dort Schlossbergfeste statt. Dabei reiften die Überlegungen, wie auch der Turm erneuert werden konnte. Die Vereinsmitglieder ließen ein Konzept in Auftrag geben und pachteten 2006 das Gelände. Der Turm wurde saniert und am 13. Oktober 2007 der Öffentlichkeit übergeben.